# Mitsubishi Town Box
Mitsubishi Town Box — микровэн, кей-кар и минивэн, выпускаемый японской компанией Mitsubishi в 1999—2011 годах. Вытеснен с конвейера моделью Mitsubishi Minicab Bravo. Минивэн получил индекс Mitsubishi Town Box Wide.

## История
Автомобиль Mitsubishi Town Box производился с 1999 года на заводе Mitsubishi. До 2002 года на него ставили бензиновый двигатель внутреннего сгорания 4A30, который впоследствии был вытеснен двигателем 3G83. В августе 2001 года автомобиль был оснащён двигателем 4A31. В Малайзии автомобиль получил название Proton Juara.
С 2011 по 2014 год производство автомобиля Mitsubishi Town Box было заморожено. С февраля 2014 года автомобиль производится на заводе Suzuki под названием Suzuki Every Wagon из семейства Suzuki OEM deal. В марте 2015 года в модельный ряд добавилась вторая модель под индексом DS17W с двигателем внутреннего сгорания Suzuki R06AG (первая — DS64W).

## Продажи
| Год  | Произведено                | Продано                  | Экспортировано            |
| ---- | -------------------------- | ------------------------ | ------------------------- |
| 1998 | 2261                       | —                        | —                         |
| 1999 | 14421 3616 (Town Box Wide) | —                        | —                         |
| 2000 | 8953 1441 (Town Box Wide)  | 8772 809 (Town Box Wide) | — 664 (Town Box Wide)     |
| 2001 | 6662 2939 (Town Box Wide)  | 7357 79 (Town Box Wide)  | 420 2,640 (Town Box Wide) |
| 2002 | 4949                       | 5170                     | —                         |
| 2003 | 5561                       | 5430                     | —                         |
| 2004 | 4262                       | 4201                     | —                         |
| 2005 | 4143                       | 4171                     | —                         |
| 2006 | 3357                       | 3649                     | —                         |
| 2007 | 10105                      | 3696                     | —                         |
| 2008 | 8241                       | 3162                     | —                         |

## Галерея

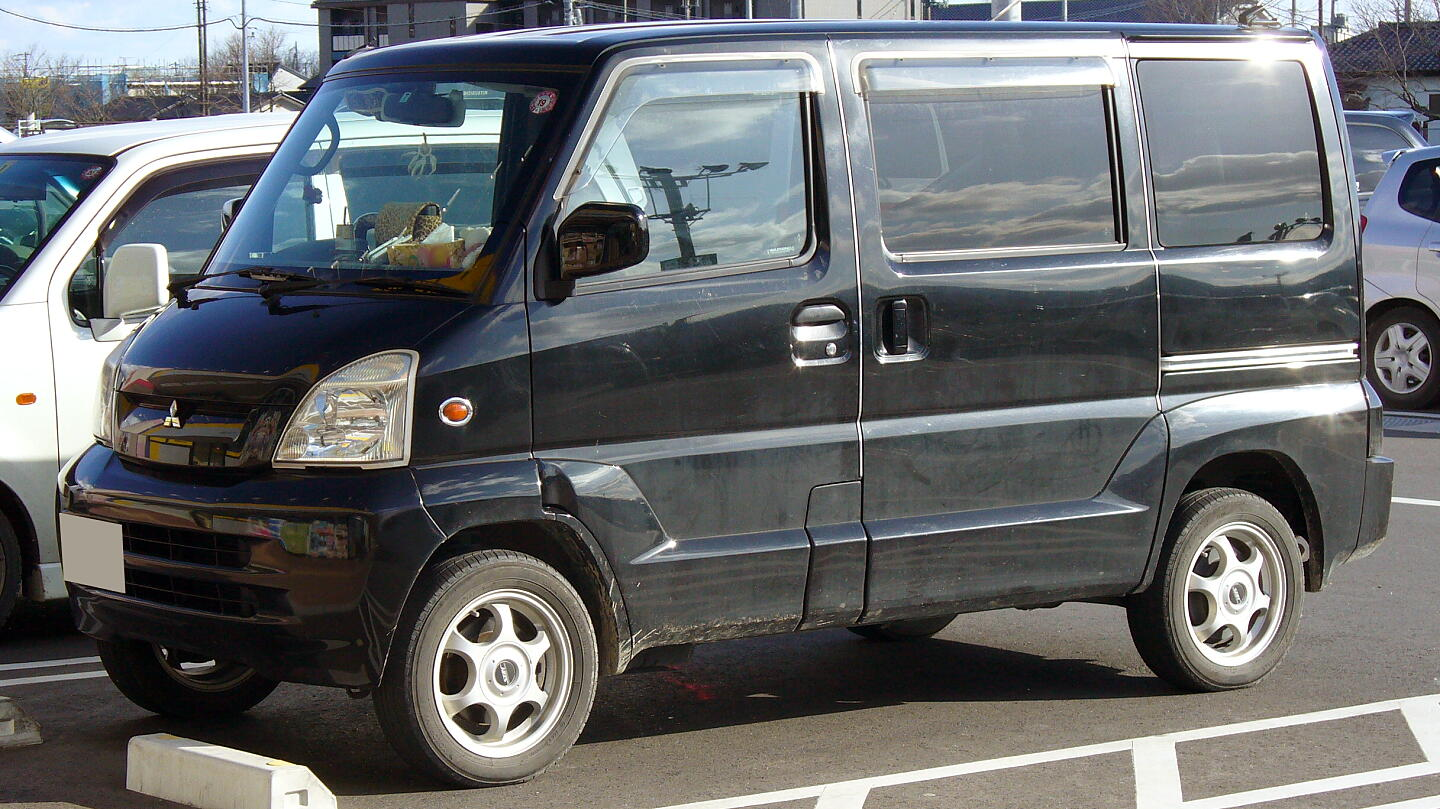
Mitsubishi Town Box Wide
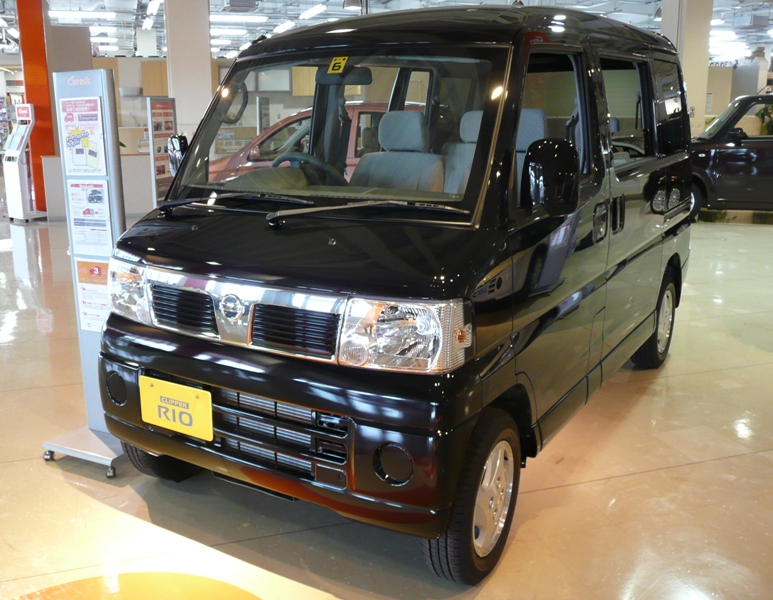
Nissan Clipper Rio
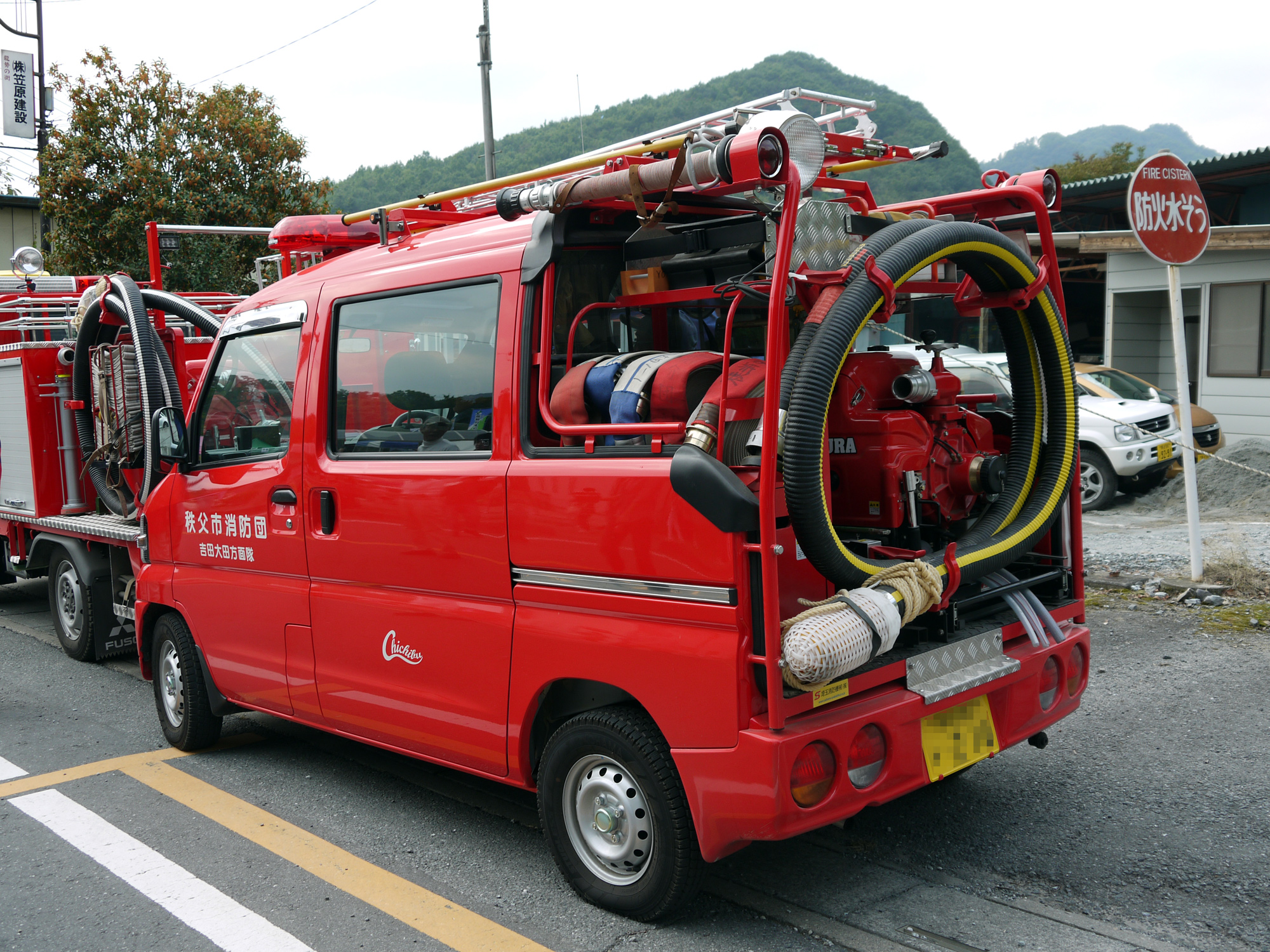
Пожарный автомобиль
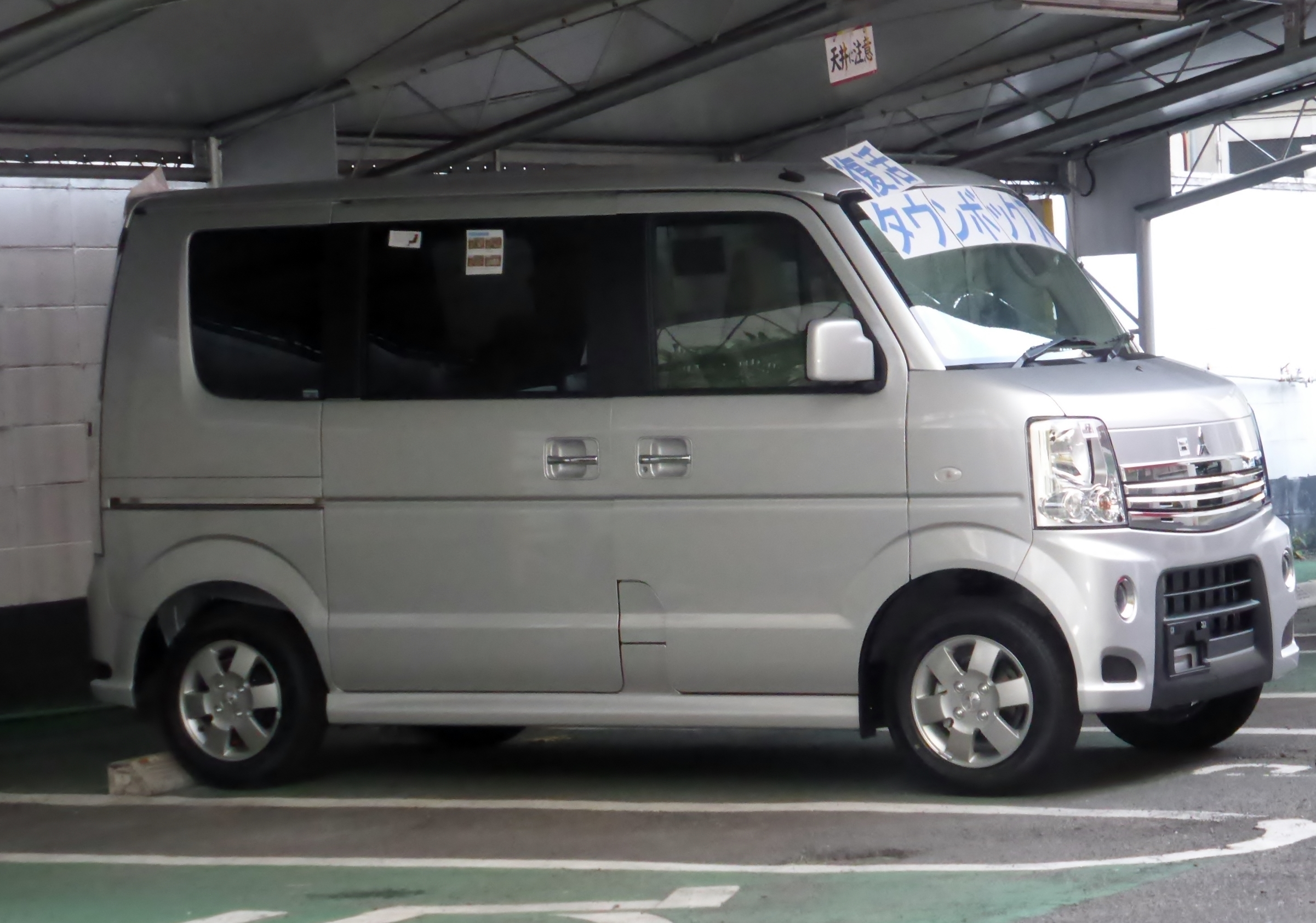
Mitsubishi Town Box G
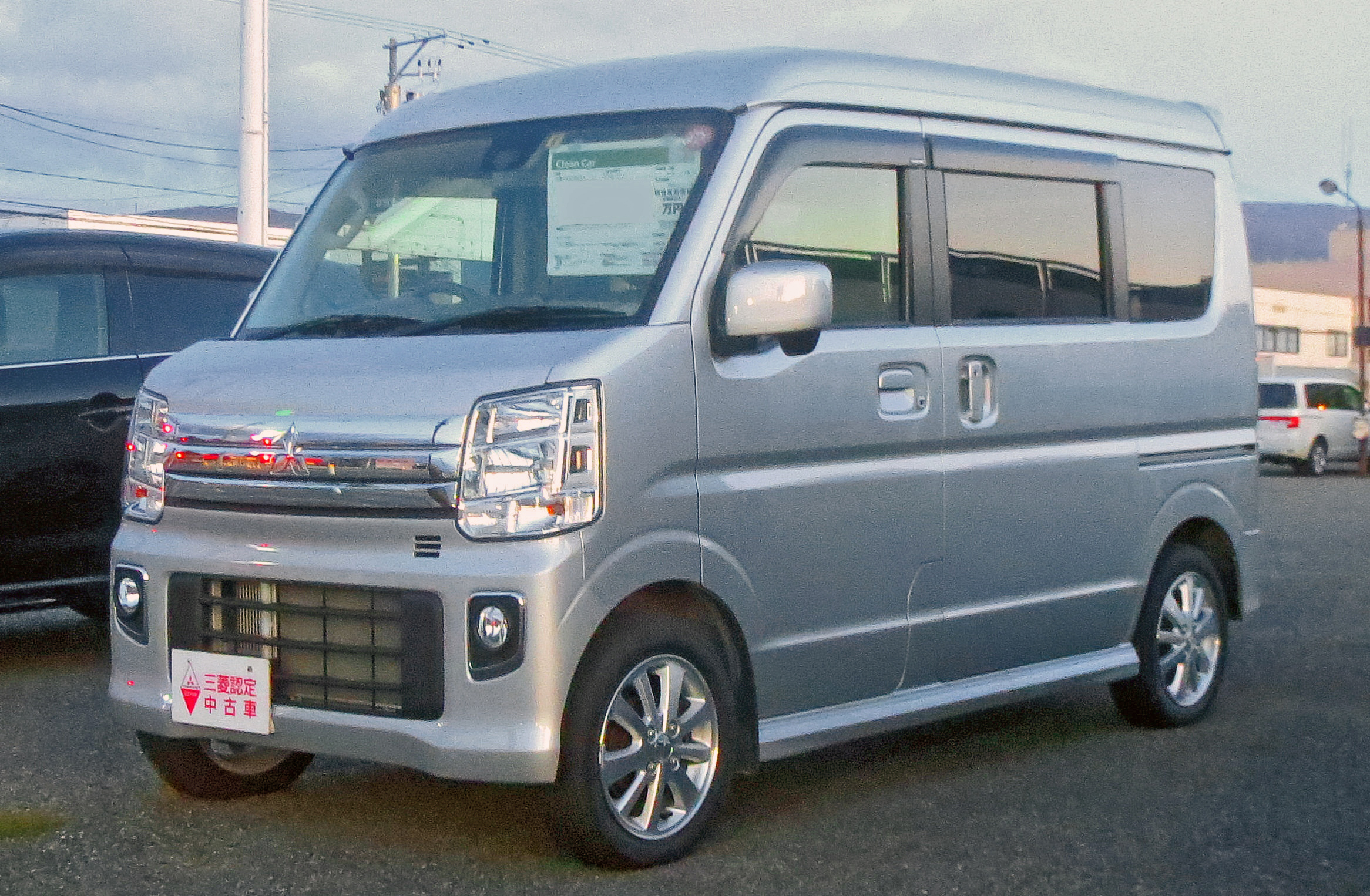
Mitsubishi Town Box G третьего поколения (вид спереди)
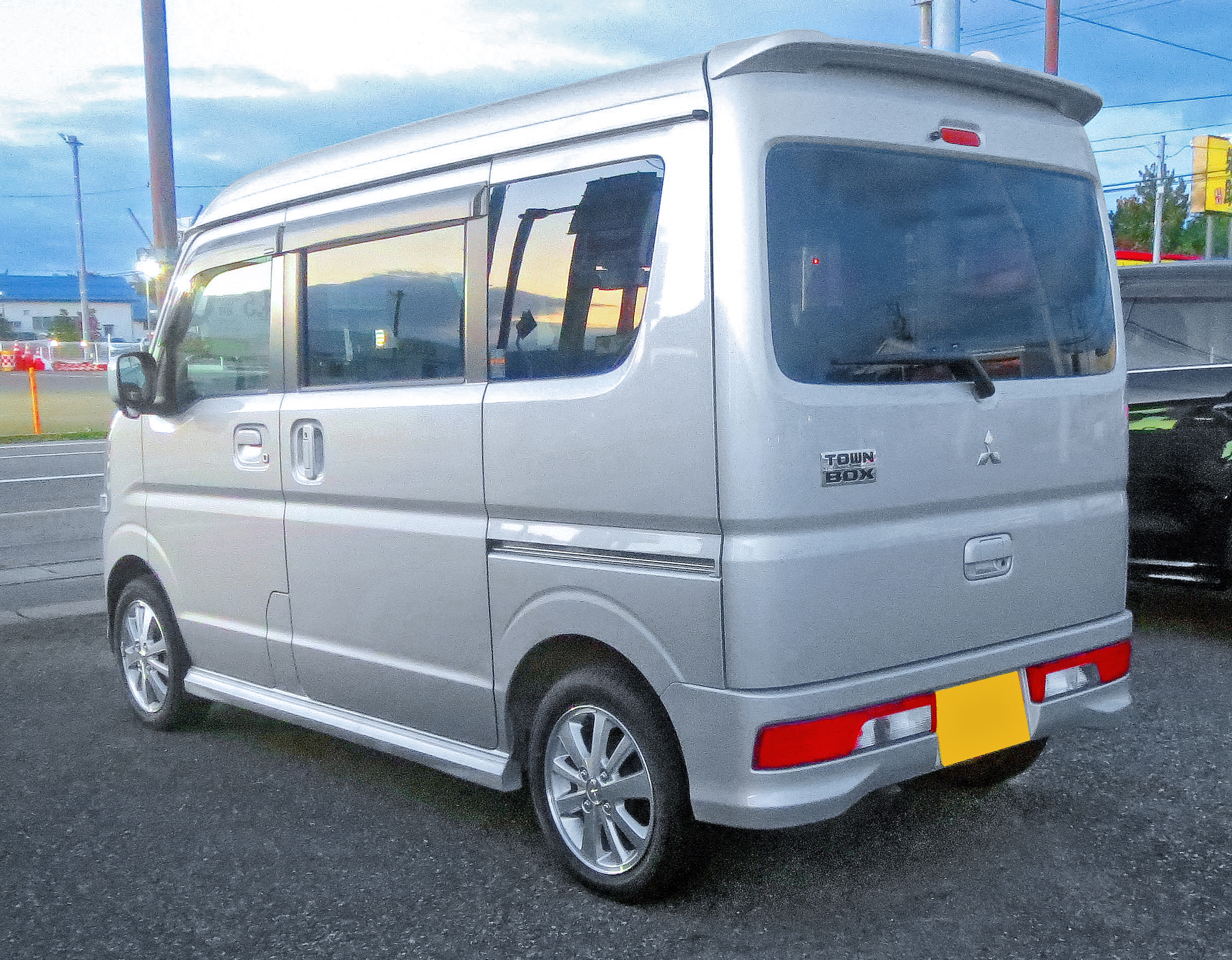
Mitsubishi Town Box G третьего поколения (вид сзади)

## Proton Juara

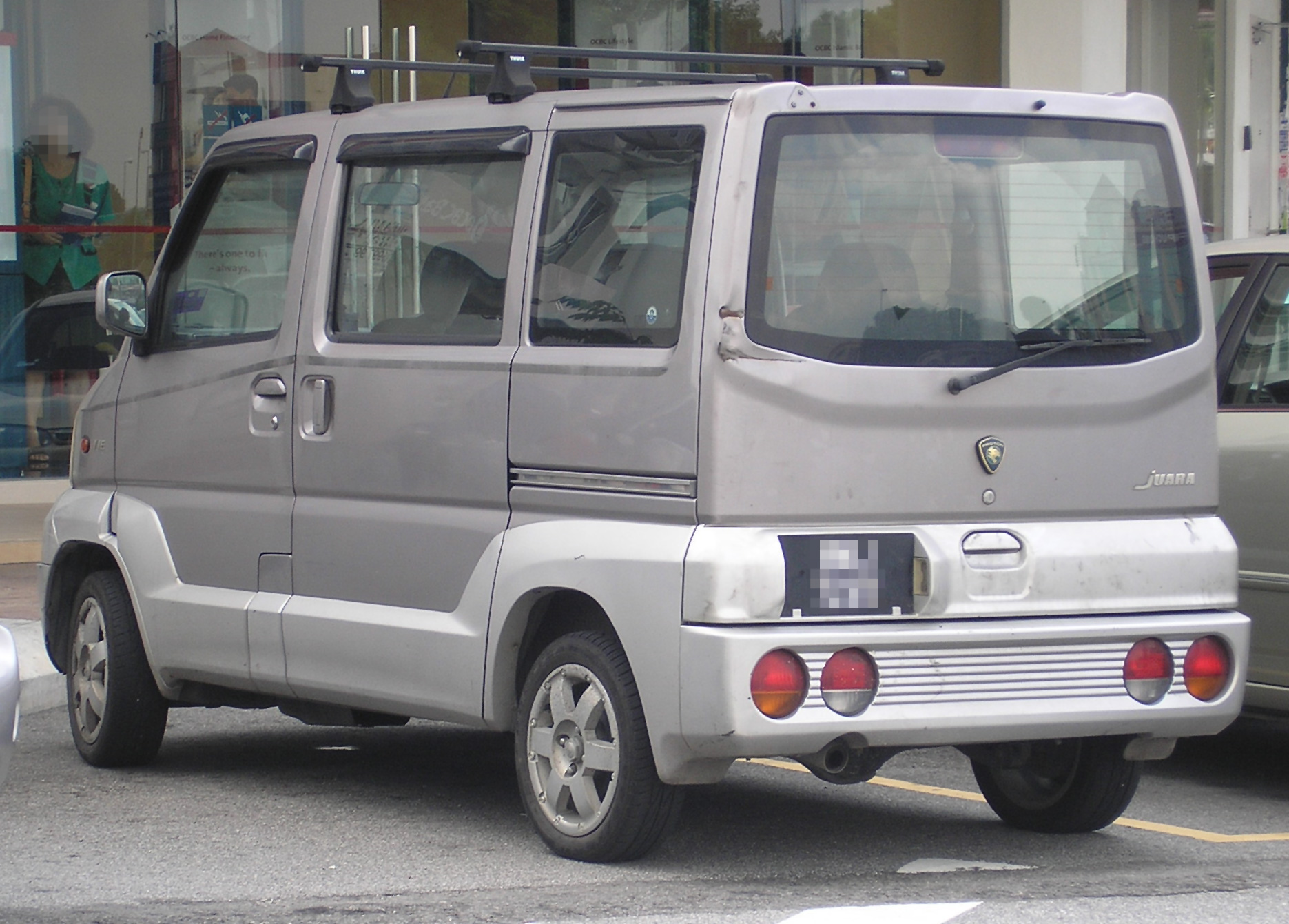
Proton Juara (вид сзади)

Производство автомобиля Proton Juara стартовало 22 июля 2001 года. Запуск производства одобрил премьер-министр Малайзии Махатхир Мохамад.
В салоне автомобиля 6 сидений, по 3 ряда каждое. За основу этого автомобиля была взята японская модель Mitsubishi Town Box, от которой Proton Juara отличается радиаторной решёткой, передним бампером, молдингами на борту и 14-дюймовыми колёсными дисками.
За всю историю производства автомобиль Proton Juara оснащался бензиновым двигателем внутреннего сгорания Mitsubishi 4A31 S4 EFI. Трансмиссия — автоматическая, четырёхступенчатая. Это был первый автомобиль производства Proton Edar Sdr Holding с гидроусилителем руля.
В 2004 году производство автомобиля Proton Juara было завершено. На смену пришёл автомобиль Proton Exora, серийно выпускаемый с 15 апреля 2009 года.